# マチソン・トライガス
マチソン・トライガス（英：Matheson Tri-Gas）は、アメリカ合衆国の産業ガスを製造・販売会社。主力事業である酸素、窒素、アルゴンのほか、ヘリウム、アセチレン、炭酸ガス、水素、溶接ガス、溶接機材、関連機器などを販売する。アメリカ合衆国の40州200拠点以上に展開し、中国、韓国にも進出している。北米南部を中心に空気分離装置を複数基配置し、域内の産業ガス供給とサービスを手がける。米Airgas社と並んでシリンダーガス事業の規模が大きい点が特徴。
2015年現在、拠点数、従業員数、収益規模ともに、日本酸素ホールディングスの最大の子会社である。

## 沿革
- 1927年 - Adam Mathesonによってマチソン・ガス・プロダクツが創業
- 1983年 - 旧日本酸素、アメリガス社共同でAG-NSK社を窓口とし、G.D.サール社よりマチソン事業部を買収、AG-NSK社をマチソン・ガス・プロダクツ・インクに社名改称
- 1982年 - 旧日本酸素、テキサス州のトライ・ガス社を買収
- 1999年 - マチソン・ガス・プロダクツ社とトライ・ガス社を合併し、マチソン・トライ・ガス社とした[3]
- 2004年 - 旧日本酸素が合併、大陽日酸となる
- 2006年 - ネブラスカ州の大手産業ガスメーカーのLinweld社を買収、BOCよりヘリウム事業を買収
- 2007年 - 南カリフォルニアで新たな大型ASU（空気分離装置）が完成、APCIとヘリウム生産会社設立
- 2008年 - 南カリフォルニア Five Star Gas & Gear社を買収、北カリフォルニアAeris社を買収
- 2009年 - Valley National Gases社を買収、アイオワ州で新ASU完成
- 2010年 - テキサス州で新ASU完成、アセチレン製造・卸業者の Western International Gas & Cylinders社を買収
- 2011年 - 産業ガスディストリビューター Quimby Welding Supplies社（オレゴン州）を買収
- 2012年 - 産業ガスディストリビューター US Airweld社（アリゾナ州）、A&F Welding Supply社（テキサス州）、Whitmer Welding Supplies社（ネブラスカ州）を買収、高純度水蒸気発生装置メーカーRASIRC社を買収
- 2013年 - 産業ガスディストリビューター Evergreen Supply（サウスダコタ州）を買収、フロリダ州、ノースダコタ州で新ASU完成、アリゾナ州の新ASU着工
- 2014年 - 炭酸ガスメーカー　Continental Carbonic Products社を買収[4]
- 2015年 - Air Liquide Americaよりハワイの事業・資産を買収、カリフォルニアのSims Welding Supplyを買収
- 2020年 - 旧大陽日酸が日本酸素ホールディングスに商号変更

## 関連リンク
- Matheson website